# Federación de Sindicatos de Corea
La Federación de Sindicatos de Corea es una central sindical de Corea del Sur. Fue fundada el 25 de noviembre de 1960, tras la disolución de la Federación General de Sindicatos de Corea y sus afiliados. La FSC fue puesta bajo la guía de las autoridades militares.
La FSC fue la única central sindical legal en el país hasta que la Confederación de Sindicatos de Corea fue finalmente reconocida en noviembre de 1999. Está afiliada a la Confederación Sindical Internacional y en 2007 tenía 740 308 miembros.